# Mustapha Beiraktar
Pour les articles homonymes, voir Mustapha et Beiraktar.
Mustapha Beiraktar (aussi appelé Alemdar Mustafa Paşa) était un homme d'État ottoman né en 1755 et mort le 15 novembre 1808.

## Biographie
Il fut d'abord pacha de Routschouck (Rusçuk). Il essaya vainement de rétablir Sélim III, qu'avait remplacé son cousin Mustapha. Il parvint du moins en 1808 à faire monter sur le trône Mahmoud II, dont il fut le grand vizir. Il est également le mentor du diplomate arménien Manouk Bey a qui il propose le trône de Moldavie. 
Il voulut introduire dans l'armée turque l'organisation et la discipline européennes, ce qui donna lieu à une insurrection terrible. Se voyant au moment de tomber entre les mains des insurgés, il se fit sauter avec la partie du palais qu'il habitait.